# Hypnosis
Hypnosis è un CD degli Osage Tribe, pubblicato dalla AMS Records nel 2013.

## Tracce
1. Arrow Head – 5:55
2. Soffici bianchi veli – 8:59
3. Arrow Head (Instrumental) – 5:57
4. Hypnosis – 4:12
5. Delitto erotico – 4:09
6. Drum Solo – 7:55
7. Note di cristallo – 4:19
8. We're an American Band – 3:55
9. Fireball – 3:38
10. Can't Find My Way Home – 5:21

Durata totale: 54:20

## Formazione
Gruppo
- Mattia Tedesco - chitarra
- Bob Callero - basso
- Nunzio Favia - batteria

Altri musicisti
- Steve Tesser - tastiera
- Fabio Braga - chitarra
- Stefano Giugliarelli - chitarra
- Donato Rossetti - chitarra
- Filippo Fontana - tastiere
- Lorenzo Frati - basso
- Lucas Decima - basso
- Michele Bassi - voce
- Umberto Sarzi - voce[1]